# Ponte di Hirado
Il ponte di Hirado (平 戸 大橋, Hirado Ō-hashi) è un ponte sospeso a traliccio situato in Giappone.

## Descrizione
Il ponte è stato costruito nella prefettura di Nagasaki in Giappone e collega le isole di Hirado e Kyūshū. Completato nel 1977, ha una campata principale lunga 465 metri, con una lunghezza totale di 665 m. Dal 1º aprile 2010 è stato abolito il pedaggio per attraversare il ponte.